# Pianino
Pianino, (italiensk, dim. af piano), er et pianette, lille opretstående klaver med krydsstrengning. Dets kasse er ca. 1 meter høj, ganske lidt over klaviaturet. Navnet pianino blev introduceret midt i 1800-tallet.